# Buckingham Fountain
Pour les articles homonymes, voir Buckingham.
La Buckingham Fountain (en français : « fontaine Buckingham ») est une fontaine interactive monumentale située dans le centre de la ville de Chicago, dans l'État de l'Illinois, aux États-Unis.
Elle se trouve dans le secteur financier du Loop, sur Columbus Drive et Congress Parkway, au sein de Grant Park et en bordure du lac Michigan. Elle est conçue par l'architecte-urbaniste Edward H. Bennett et le sculpteur Marcel Loyau, sur le modèle du parterre de Latone, dans les jardins de Versailles. Son nom vient de Kate Buckingham, qui est à l'origine d'une donation de 300 000 dollars destinés à assurer la maintenance de la fontaine. Elle est inaugurée le 26 août 1927 et fonctionne tous les jours entre 8 h 00 et 23 h 00, de mi-avril à mi-octobre. Elle contient quelque 5,7 millions de litres d'eau et possède un total de 193 jets.
La fontaine Buckingham sert depuis longtemps de point de départ à la célèbre Route 66, voie historique longue de 3 670 km et aujourd'hui déclassifiée, qui relie entre 1926 et 1985 Chicago à Los Angeles. Le point de départ de la Route 66 est déplacé au début des années 2000 et se trouve actuellement sur Adams Street, non loin de l'Art Institute of Chicago (« Institut d'art de Chicago »).

## Description
La fontaine est considérée comme la porte d'entrée de Chicago, aux États-Unis, car elle se trouve dans l'un des lieux les plus visités, le Grant Park, au cœur de la ville, près de l'intersection de Columbus Drive et Congress Parkway. La fontaine représente le lac Michigan, avec quatre statues représentées par des chevaux de mer qui donnent l'impression qu'ils sortent de l'eau, depuis le bassin. Les statues symbolisent les quatre États (Wisconsin, Illinois, Indiana et Michigan) qui bordent le lac Michigan. La Buckingham Fountain a été conçue dans le style Beaux-Arts par l'architecte Edward H. Bennett. Les statues ont été créées par le sculpteur français Marcel Loyau. La conception de la fontaine a été inspirée du parterre de Latone au château de Versailles.
La fontaine a été offerte à la ville de Chicago par Kate Buckingham en mémoire de son frère, Clarence Buckingham, et est construite pour un coût total de 750 000 dollars. Le nom officiel de la fontaine est le Clarence Buckingham Memorial Fountain. Kate Buckingham récolte, à la suite de la mise en place d'un système de fonds de donation, un investissement initial de 300 000 dollars pour l'entretien de la fontaine. Le 26 août 1927, la Buckingham Fountain est classée sur la prestigieuse liste des Chicago Landmarks (CL) par la Commission on Chicago Landmarks de la ville de Chicago.

### La fontaine en chiffres
La fontaine est visitée chaque année par de nombreux touristes et Chicagoans. Elle est interactive et fonctionne tous les jours de 8 h 00 à 23 h 00 à partir de la mi-avril jusqu'à la mi-octobre. Des spectacles d'eau accompagnés de musique se produisent toutes les heures et durent 20 minutes. Lors des événements, le jet central tire verticalement à 150 pieds (46 m) et après le crépuscule, des spectacles sont chorégraphiés avec des lumières et de la musique. Le dernier spectacle de la journée commence chaque soir à 22 h 00.
La fontaine est construite en marbre rose en provenance d'Europe et contient 1,5 million de gallons américains (5 700 000 litres d'eau). Lors d'un spectacle, plus de 14 000 gallons US par minute (0,88 m3 / s) sont poussés à travers ses 193 jets. Le bassin de la fontaine a un diamètre de 280 pi (85 m), le bassin inférieur est de 103 pi (31 m), le bassin moyen est de 60 pi (18 m) et le bassin supérieur est de 24 pi (7,3 m). Le rebord de la partie supérieure du bassin est de 25 m (7,6 m) au-dessus de l'eau dans le bassin inférieur.
Pendant plusieurs années, les pompes de la fontaine étaient contrôlées par Honeywell, une entreprise spécialisée qui se situe à Atlanta (Géorgie). Cependant, depuis la rénovation de 1994, une entreprise située dans la banlieue de Chicago prend en charge le contrôle des pompes de la fontaine.

### Restauration

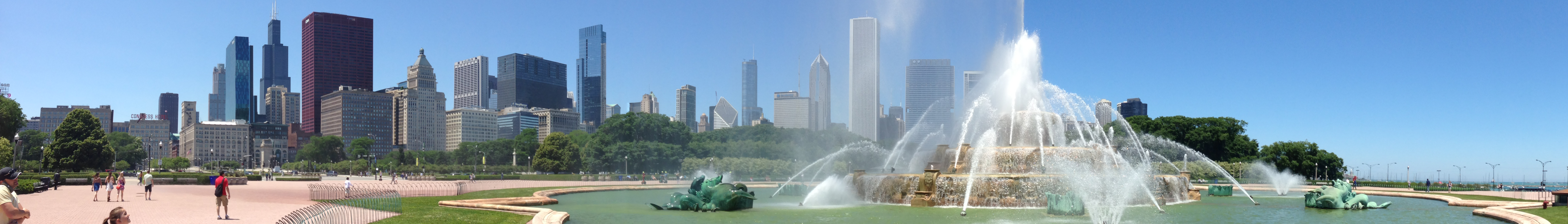
Panorama de la fontaine et de son environnement immédiat.

En 1994, la fontaine bénéficie de la somme de 2,8 millions de dollars pour la restauration de ses trois petits bassins qui ont développé au fil des années des fissures dues aux hivers rudes de Chicago.
Le dernier projet de rénovation de la Buckingham Fountain a débuté courant septembre 2008. Ce projet en trois phases permettra de moderniser les systèmes internes de la fontaine et de restaurer les éléments détériorés par le vieillissement. Le financement est né d'une combinaison de donations privées et de fonds publics débloqués par la ville de Chicago et le Chicago Park District (organisme chargé de la gestion des parcs et espaces verts de la ville), mais aussi d'une subvention du festival de musique de Lollapalooza qui se tient annuellement, non loin du site de la fontaine.
- Phase I : est lancée le 3 avril 2009. Cette phase comprenait un repavement perméable autour de la fontaine. Ce remplacement des pierres autour du bassin est généralement accompli régulièrement depuis que la fontaine est construite. Les pavés engendrent une surface plus lisse, mais plus sécurisante et respectant le Americans with Disabilities Act de 1990.

- Phase II : est lancée à l'hiver 2009. Cette phase comprenait la démolition de la table de fontaine, l'installation d'un vaste système d'infradrainage, un nouvel aménagement paysager, l'éclairage du site, l'installation de nouveaux panneaux autour du site, du mobilier urbain (bancs public), la démolition et le remplacement sélectif à l'intérieur ou à proximité du bassin extérieur, la réparation de certains éléments en béton existants et l'installation de nouveaux éléments. Le travail n'a pas été terminé en raison du manque de fonds et le Chicago Park District n'a pas annoncé de date d'achèvement pour cette phase[2].

- Phase III : les travaux de la dernière phase n'ont pas été planifiés avant que ceux de la phase II ne soient terminés. Cette phase comprendra la restauration de la Buckingham Fountain, des travaux mécaniques et électriques, la restauration de la structure en bronze de la fontaine et la réparation et l'installation de l'amélioration du site et des équipements.

## Dans la culture populaire
La fontaine apparaît dans le générique de la série télévisée Mariés, deux enfants.
La fontaine se trouvait autrefois à l'extrémité Est de la célèbre U.S. Route 66 et servait de point de départ pour cette route historique longue de 3 670 km, qui reliait Chicago à Los Angeles. Le point de départ se trouve aujourd'hui sur Adams Street en centre-ville de Chicago.
La fontaine fit office de lancement pour la série télévisée The Amazing Race 6 en 2004.

## Galerie d'images

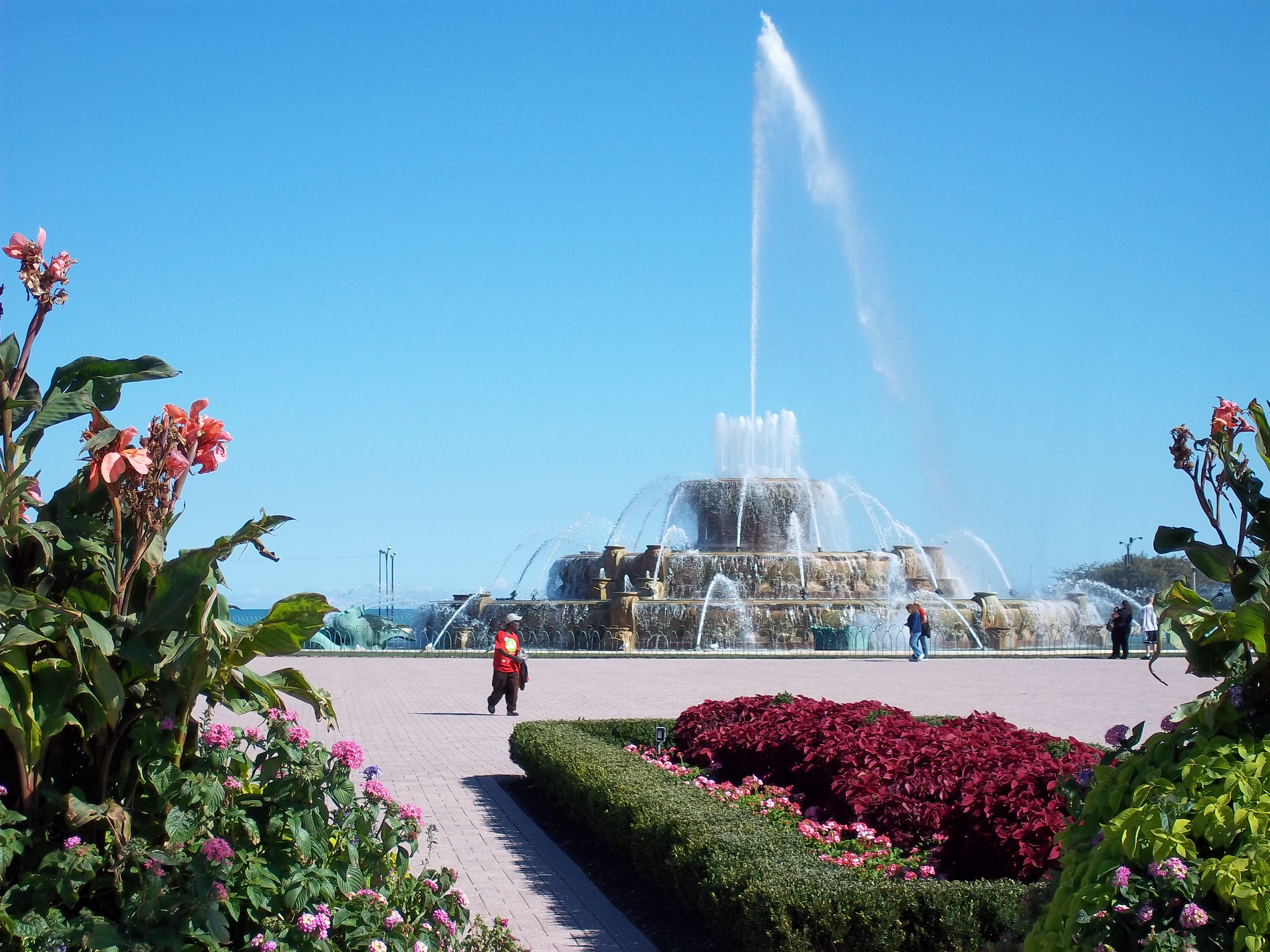
La fontaine, depuis les allées arborées de Grant Park.
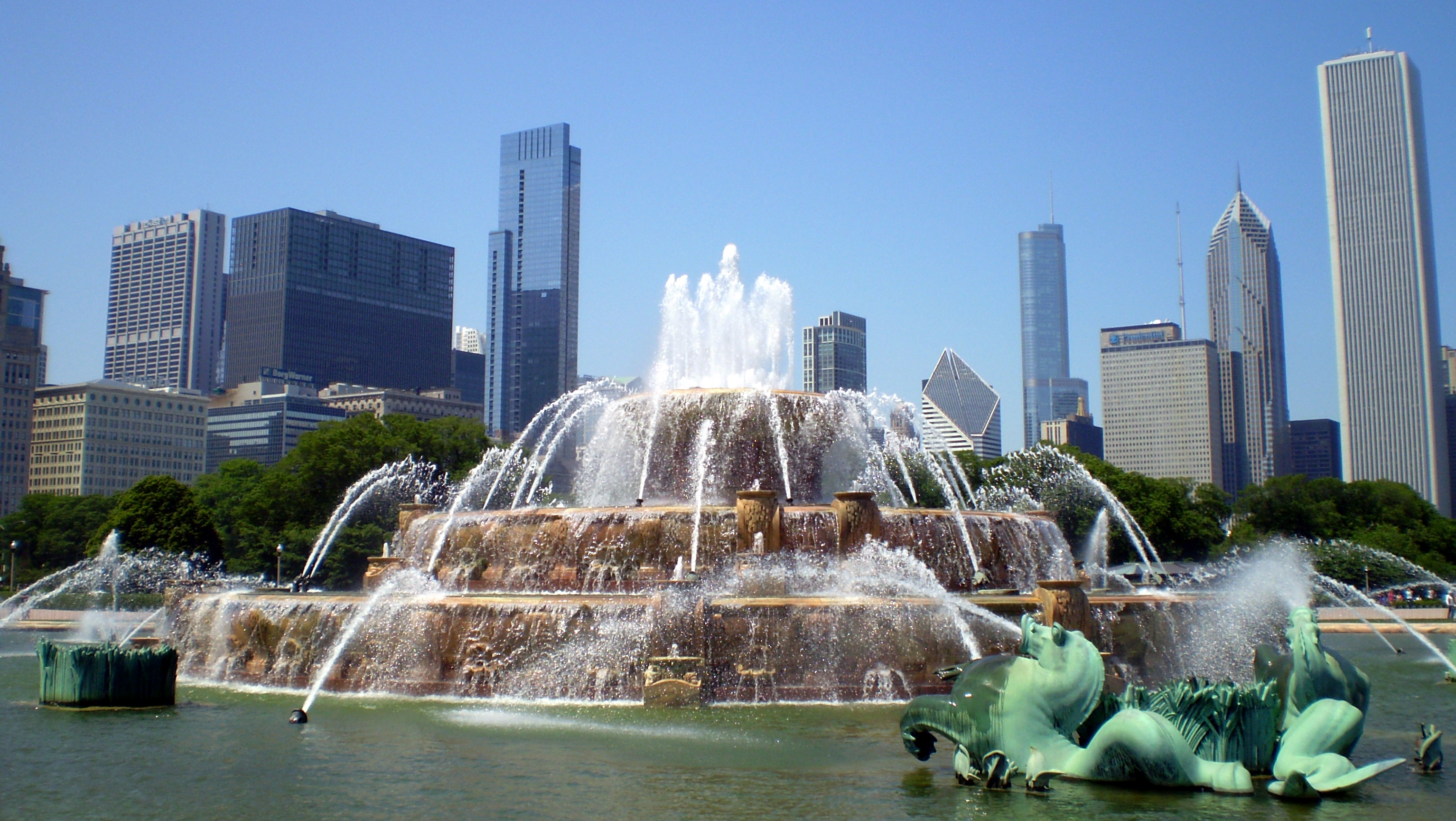
Vue d'ensemble de la fontaine.
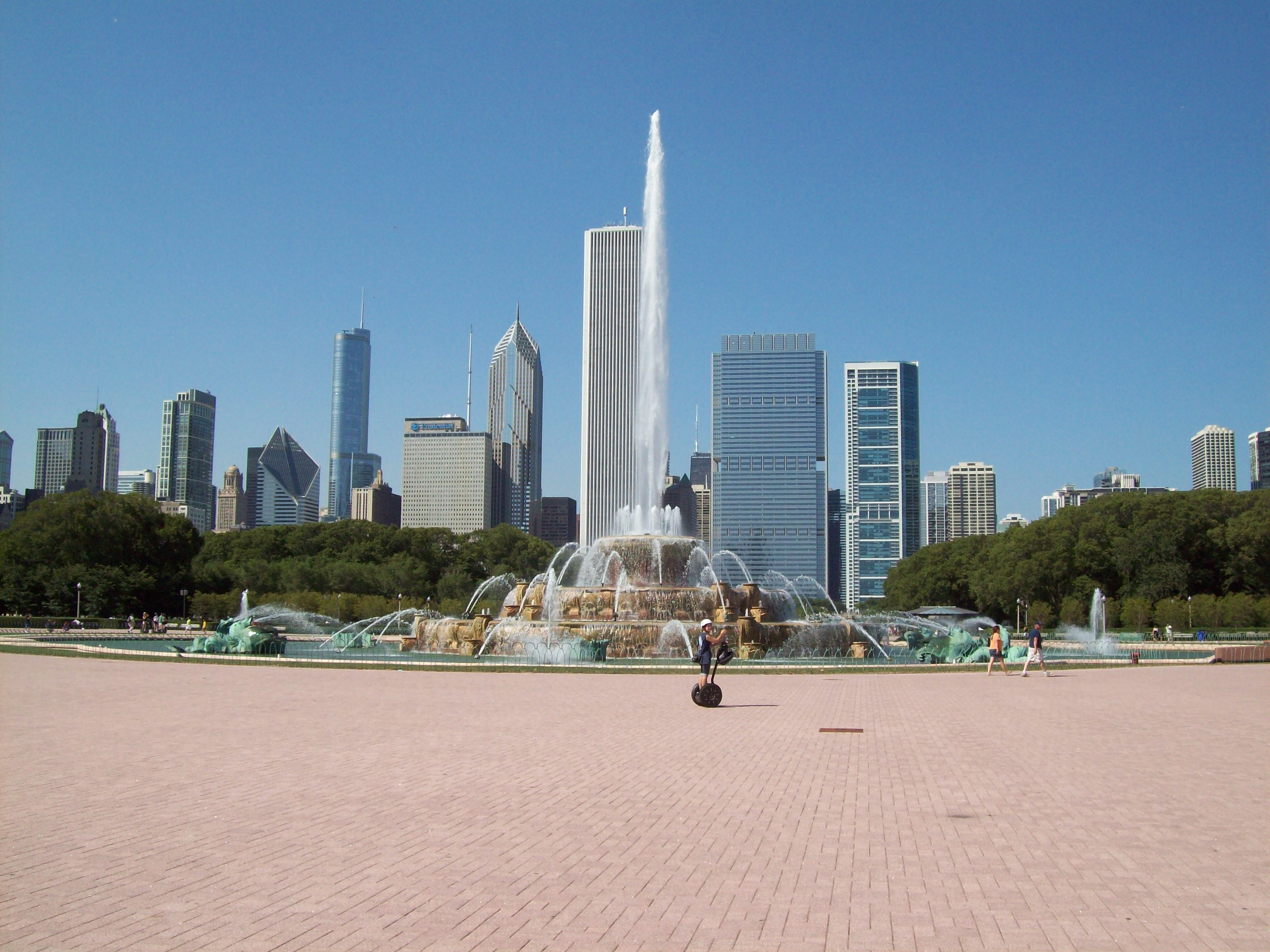
Vue sur la fontaine avec les gratte-ciel de Downtown Chicago en arrière plan.
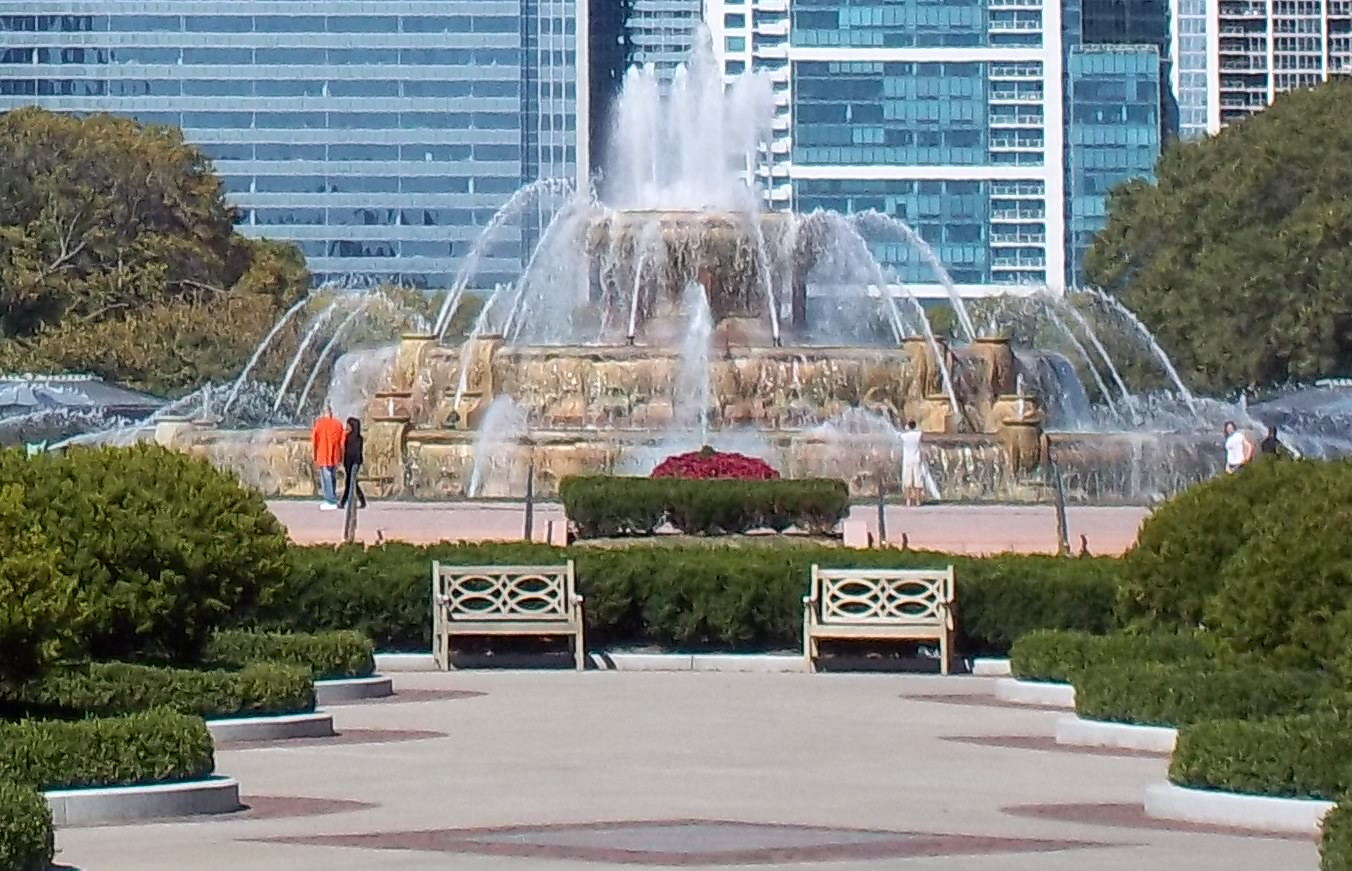
Depuis Grant Park.
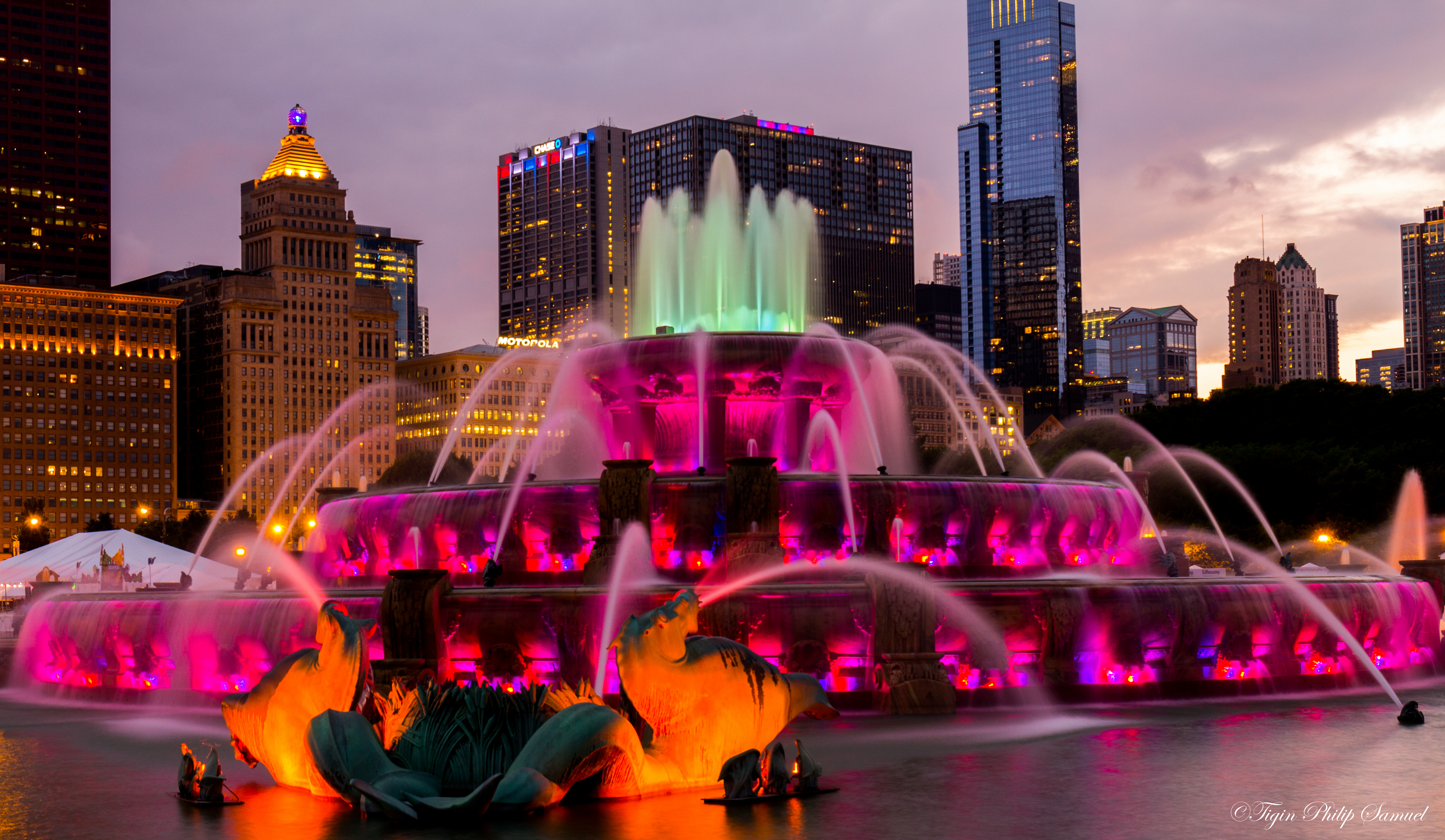
La nuit, la fontaine est entièrement illuminée.
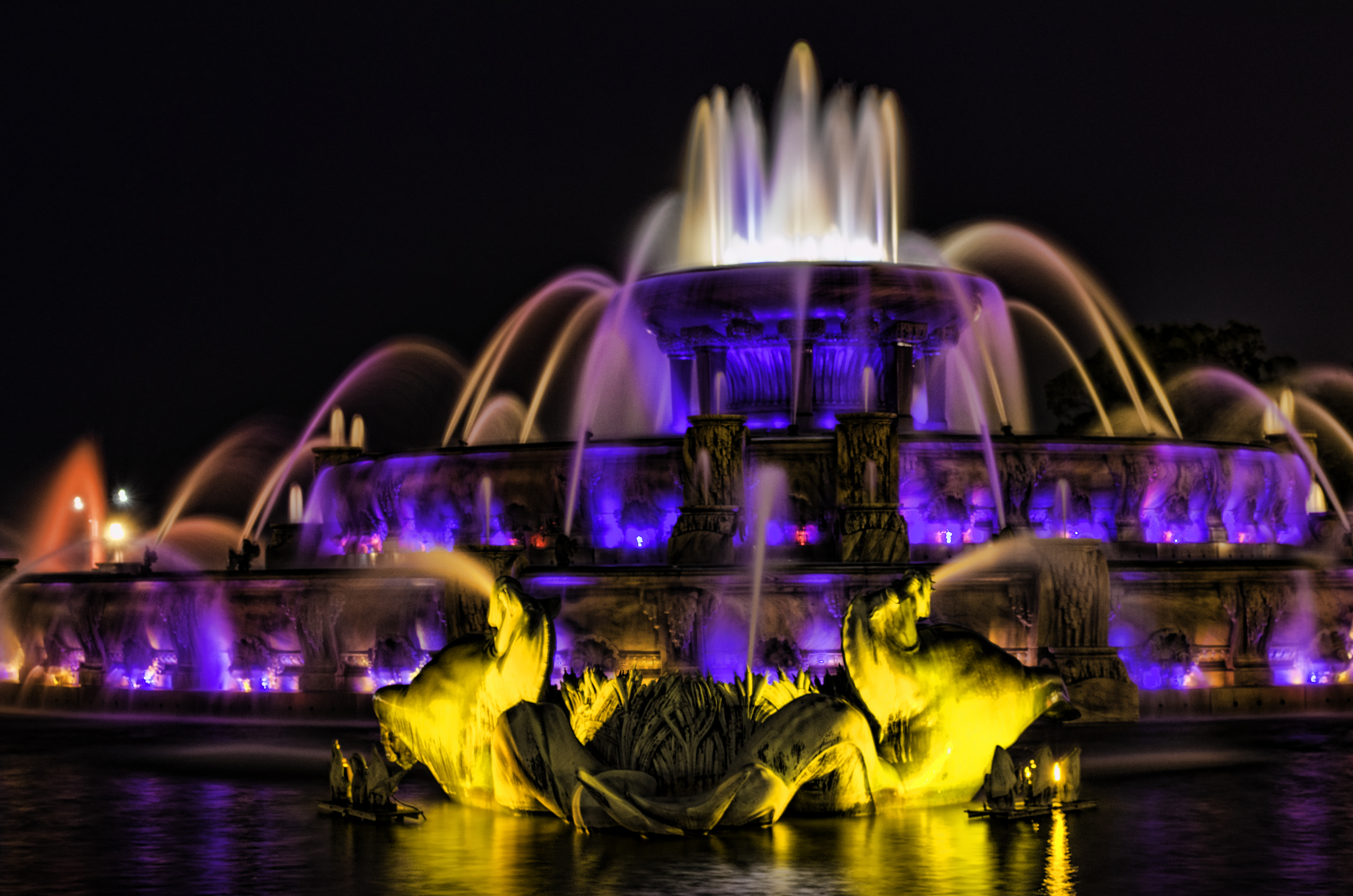
Les couleurs des illuminations changent en permanence.
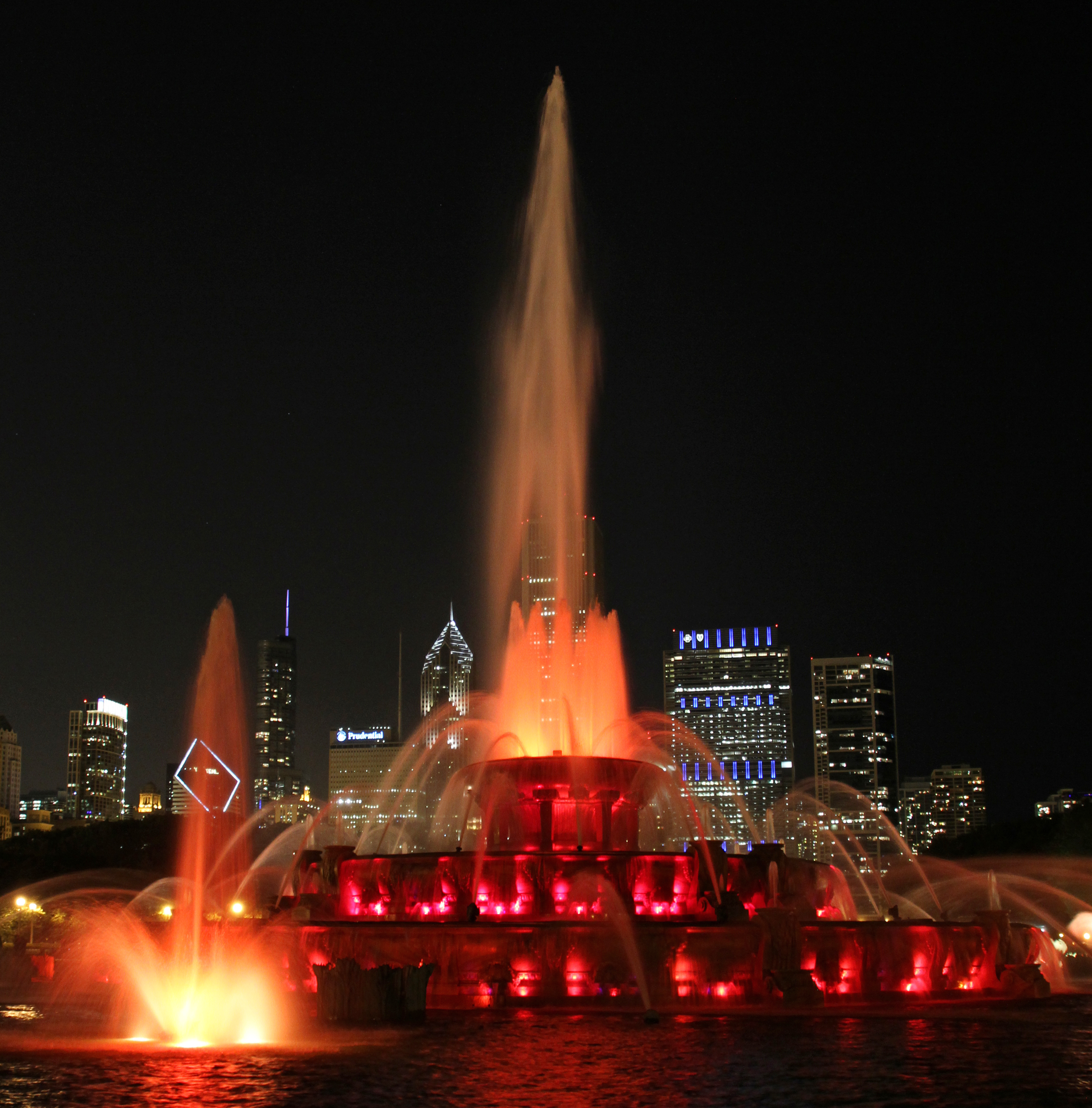
La fontaine illuminée en orange et en rose.
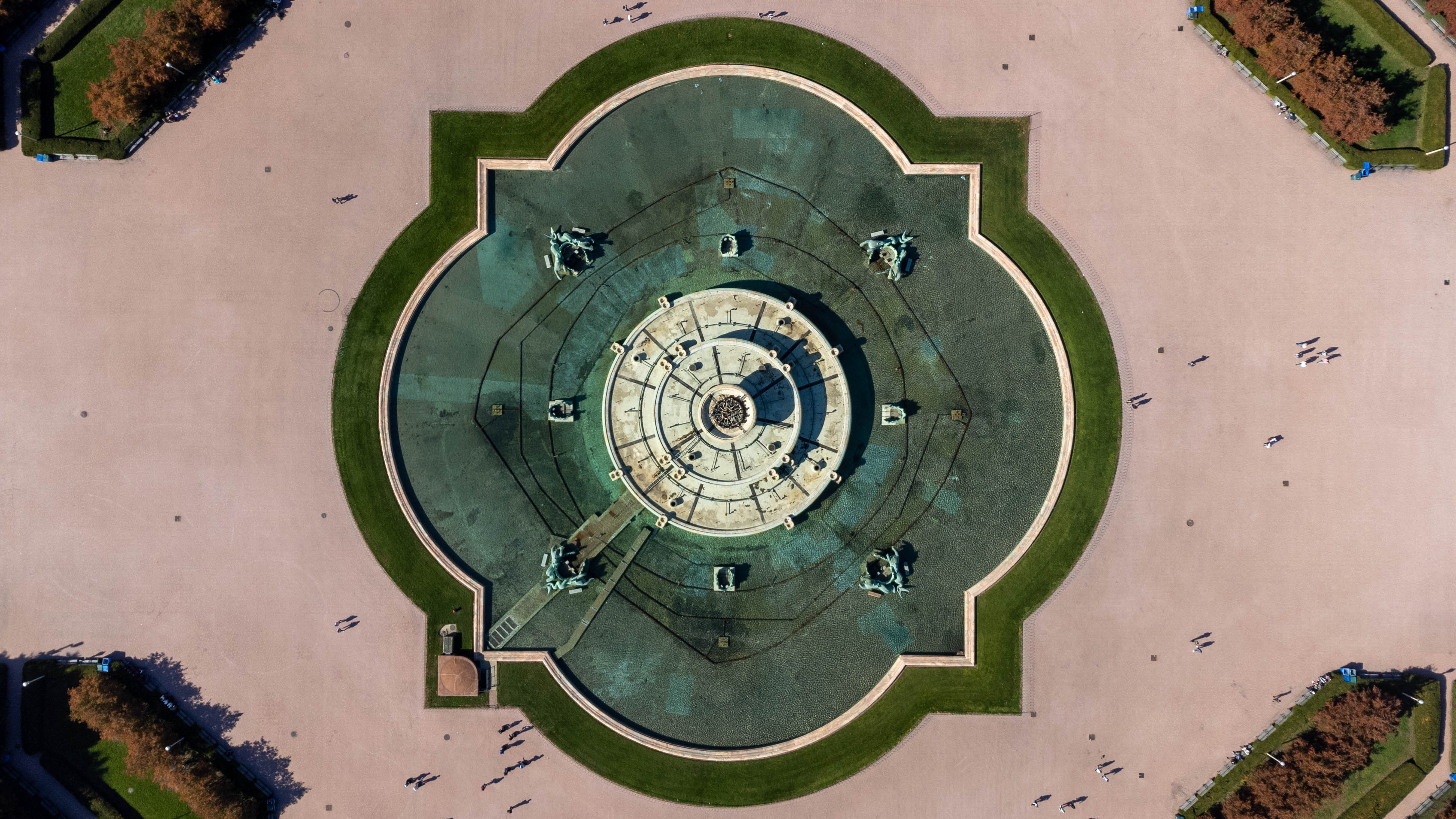
La fontaine vue de dessus.